# リー郡 (ジョージア州)
座標: 北緯31度47分 西経84度08分 / 北緯31.78度 西経84.14度
リー郡（リーぐん、英: Lee County）は、アメリカ合衆国のジョージア州にある郡。人口は3万3163人（2020年）。郡庁所在地はリーズバーグ (Leesburg)である。
近くの4郡とともにオールバニ大都市統計地域（大都市圏）を構成している。

## 歴史
リー郡、マスコギー郡、トループ郡、コウェタ郡、キャロル郡の土地は1825年のインディアン・スプリングス条約でクリーク族から割譲された。同年6月9日に州議会により郡の境界線が策定されたが、翌年12月14日まで命名されなかった。この郡はリチャード・ヘンリー・リーにちなみ名づけられた。

## 地理
国勢調査局によると、この郡の総面積は938平方キロ（362平方マイル）で、うち921平方キロ（356平方マイル）が陸地、総面積の1.72%にあたる16平方キロ（6平方マイル）が水域となっている。
幹線道路
- 国道19号線
- 国道82号線
- 州道3号線
- 州道32号線
- 州道91号線
- 州道118号線
- 州道195号線

隣接する郡
- サムター郡（北）
- クリスプ郡（北東）
- ワース郡（東）
- ドウアティ郡（南）
- テレル郡（西）

## 人口動態
2000年の国勢調査時点で、この郡には2万4757人、8229世帯、6797家族が暮らしている。人口密度は1平方キロあたり27人で、平方マイルに換算すると70人となる。住居数は8813軒で、1平方キロに平均10軒（1平方マイルあたりでは25軒）が建っていることになる。住民のうち白人は82.24%、アフリカ系は15.50%、ネイティブ・アメリカンは0.24%、アジア系は0.84%、太平洋諸島系は0.01%、その他の人種は0.48%、混血は0.68%、ヒスパニック（ラテン系）は1.21%を占める。

2000年国勢調査の結果をもとに作成した郡の人口ピラミッド

8229世帯のうち48.3%は18歳未満の子供と暮らしており、65.8%は夫婦で生活している。13.0%は未婚の女性が世帯主であり、17.4%は家族以外の住人と同居している。14.3%が独り身世帯で、4.3%を独居老人の世帯が占める。1世帯あたりの平均構成人数は2.91人、家庭の平均構成人数は3.21人である。
住民のうち30.7%が18歳未満の未成年、8.5%が18歳以上24歳以下、33.2%が25歳以上44歳以下、21.3%が45歳以上64歳以下、6.3%が65歳以上となっており、平均年齢は33歳である。女性100人に対して男性が102.1人いる一方、18歳以上の女性100人に対しては100.2人いる。
一世帯あたりの平均収入は4万8600米ドル、家族ごとでは5万3132米ドルである。男性の平均収入は3万9848米ドル、女性の平均収入は2万5715米ドルで、労働者でない人々も含めた住民一人当たりの収入は1万9897米ドルとなる。総人口の8.2%、家族の6.5%、18歳未満の子供の10.5%、および65歳以上の高齢者の11.7%は貧困線以下の収入で生計を立てている。

## 都市および町
- リーズバーグ (en:Leesburg, Georgia)
- スミスビル (en:Smithville, Georgia)